# Geotrogus sordescens
Geotrogus sordescens är en skalbaggsart som beskrevs av Leon Fairmaire 1870. Geotrogus sordescens ingår i släktet Geotrogus och familjen Melolonthidae. Inga underarter finns listade i Catalogue of Life.